# Diócesis de Kabgayi
La diócesis de Kabgayi (en latín: Dioecesis Kabgayensis, en kiñaruanda: Diyosezi Gatolika ya Kabgayi) es una circunscripción eclesiástica de la Iglesia católica en Ruanda. Se trata de una diócesis latina, sufragánea de la arquidiócesis de Kigali. Desde el 21 de enero de 2006 su obispo es Smaragde Mbonyintege.

## Territorio y organización

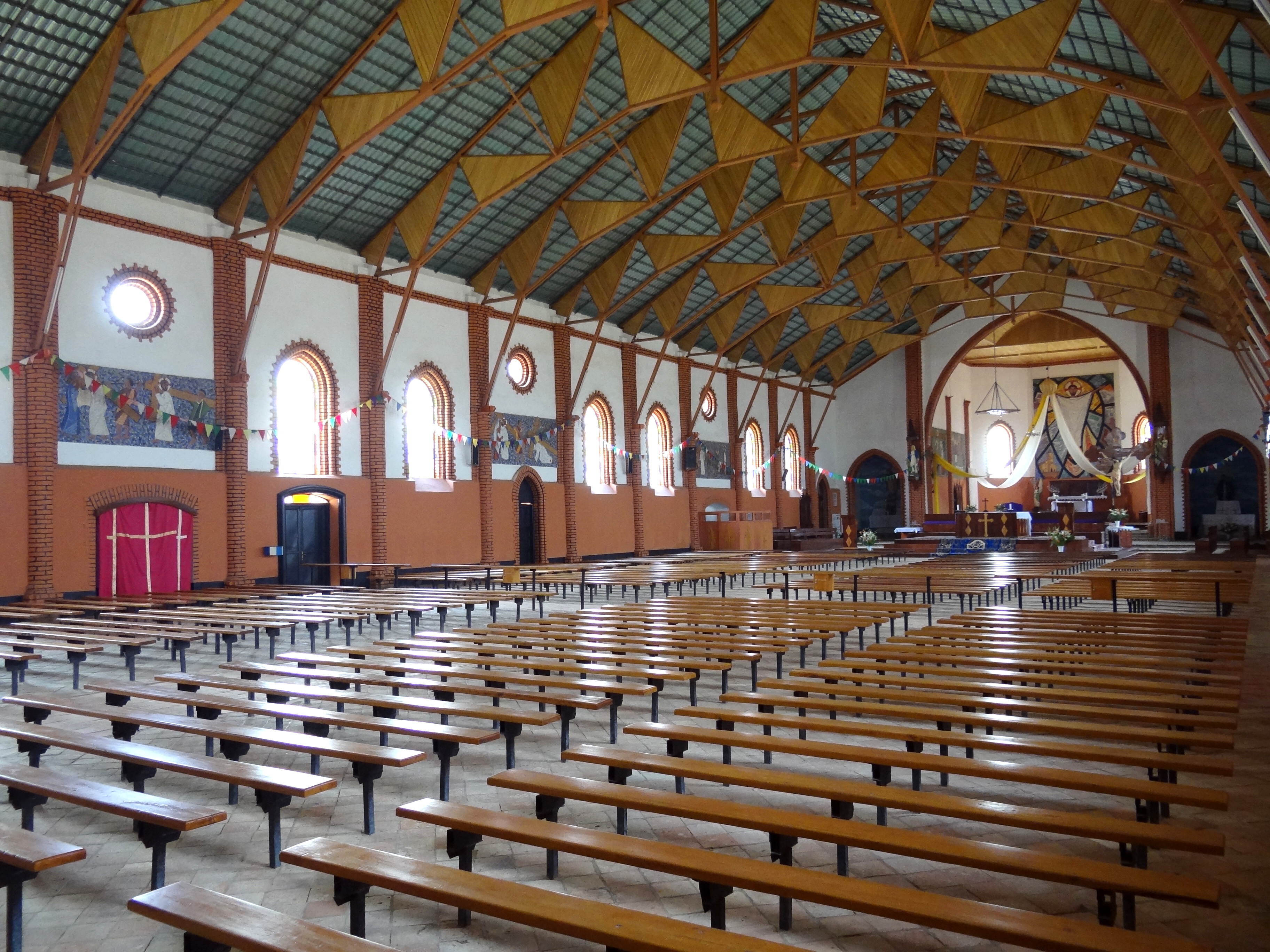
Interior de la catedral

La diócesis tiene 2187 km² y extiende su jurisdicción sobre los fieles católicos de rito latino residentes en los distritos de Kamonyi, Muhanga y Ruhango de la provincia Sur.
La sede de la diócesis se encuentra en la ciudad de Kabgayi, en donde se halla la Catedral basílica de Nuestra Señora de la Inmaculada Concepción, declarada basílica menor en 1992.
En 2021 en la diócesis existían 29 parroquias.

## Historia
El vicariato apostólico de Kivu, que tomó su nombre del lago Kivu, fue erigido el 12 de diciembre de 1912 con el breve Apostolatus munus del papa Pío X, obteniendo el territorio de los vicariatos apostólicos de Victoria-Nyanza Meridional (hoy arquidiócesis de Mwanza) y de Unianyembé (hoy arquidiócesis de Tabora). Incluía los estados actuales de Ruanda y Burundi y, al sur, porciones más pequeñas de la actual Tanzania. La sede del vicario apostólico era la ciudad de Kabgayi.
El 25 de abril de 1922, con el breve Exigit apostolicum del papa Pío XI, el vicariato apostólico se dividió en dos: el vicariato apostólico de Urundi, de donde más tarde se originó la arquidiócesis de Gitega, y el vicariato apostólico de Ruanda.
El 14 de febrero de 1952 el vicariato apostólico de Ruanda cedió una parte de su territorio para la erección del vicariato apostólico de Nyundo (hoy diócesis de Nyundo) mediante la bula Ut in Vicariatu del papa Pío XII y en virtud del decreto Cum propter novi de la Congregación de Propaganda Fide cambió su nombre al vicariato apostólico de Kabgayi.
El 10 de noviembre de 1959 el vicariato apostólico fue elevado al rango de arquidiócesis metropolitana con la bula Cum parvulum del papa Juan XXIII.
Posteriormente cedió porciones de su territorio para la erección de las diócesis de:
- Ruhengeri el 20 de diciembre de 1960 mediante la bula Cum Fidei del papa Juan XXIII;[7]
- Astrida (hoy diócesis de Butare el 11 de septiembre de 1961 mediante la bula Gaudet sancta del papa Juan XXIII;[8]
- Kibungo el 5 de septiembre de 1968 mediante la bula Ecclesiam sanctam del papa Pablo VI.[9]

El 10 de abril de 1976 cedió otra parte del territorio para la erección de la arquidiócesis de Kigali y, al mismo tiempo, fue degradada a diócesis sufragánea, mediante la bula Cum Venerabiles del papa Pablo VI.
El 5 de noviembre de 1981 cedió nuevamente una porción de territorio para la erección de la diócesis de Byumba mediante la bula Quandoquidem experientia del papa Juan Pablo II.
En la guerra civil que afectó a Ruanda en la primera mitad de la década de 1990, murió el obispo Thaddée Nsengiyumva, entre otros eclesiásticos.

## Estadísticas
Según el Anuario Pontificio 2022 la diócesis tenía a fines de 2021 un total de 702 255 fieles bautizados.
| Año                                                                             | Población            | Población | Población      | Sacerdotes | Sacerdotes    | Sacerdotes    | Bautizados por sacerdote | Diáconos permanentes | Religiosos | Religiosos | Parroquias |
| Año                                                                             | Bautizados católicos | Total     | % de católicos | Total      | Clero secular | Clero regular | Bautizados por sacerdote | Diáconos permanentes | Varones    | Mujeres    | Parroquias |
| ------------------------------------------------------------------------------- | -------------------- | --------- | -------------- | ---------- | ------------- | ------------- | ------------------------ | -------------------- | ---------- | ---------- | ---------- |
| 1949                                                                            | 331 144              | 1 356 291 | 24.4           | 169        | 81            | 88            | 1959                     |                      | 72         | 234        | 43         |
| 1970                                                                            | 320 407              | 721 860   | 44.4           | 105        | 55            | 50            | 3051                     |                      | 149        | 148        | 85         |
| 1980                                                                            | 276 181              | 562 000   | 49.1           | 36         | 19            | 17            | 7671                     |                      | 40         | 74         | 15         |
| 1990                                                                            | 397 341              | 699 466   | 56.8           | 65         | 49            | 16            | 6112                     |                      | 55         | 102        | 17         |
| 1999                                                                            | 456 053              | 761 516   | 59.9           | 51         | 46            | 5             | 8942                     |                      | 32         | 204        | 21         |
| 2000                                                                            | 471 804              | 799 748   | 59.0           | 87         | 83            | 4             | 5423                     |                      | 25         | 178        | 21         |
| 2001                                                                            | 509 253              | 837 087   | 60.8           | 86         | 82            | 4             | 5921                     |                      | 33         | 130        | 21         |
| 2002                                                                            | 528 633              | 867 092   | 61.0           | 98         | 91            | 7             | 5394                     |                      | 40         | 186        | 21         |
| 2003                                                                            | 549 745              | 912 097   | 60.3           | 70         | 61            | 9             | 7853                     |                      | 31         | 188        | 22         |
| 2004                                                                            | 600 273              | 974 075   | 61.6           | 79         | 68            | 11            | 7598                     |                      | 53         | 216        | 22         |
| 2006                                                                            | 596                  | 969 668   | 61.5           | 85         | 70            | 15            | 7018                     |                      | 58         | 258        | 24         |
| 2011                                                                            | 675 000              | 1 051 000 | 64.2           | 80         | 71            | 9             | 8437                     |                      | 51         | 210        | 25         |
| 2013                                                                            | 627 267              | 1 028 829 | 61.0           | 92         | 79            | 13            | 6818                     |                      | 48         | 226        | 25         |
| 2016                                                                            | 639 862              | 1 027 295 | 62.3           | 93         | 81            | 12            | 6880                     |                      | 69         | 171        | 27         |
| 2019                                                                            | 695 845              | 1 076 153 | 64.7           | 123        | 103           | 20            | 5657                     |                      | 52         | 155        | 29         |
| 2021                                                                            | 702 255              | 1 096 078 | 64.1           | 107        | 95            | 12            | 6563                     |                      | 63         | 247        | 29         |
| Fuente: Catholic-Hierarchy, que a su vez toma los datos del Anuario Pontificio. |                      |           |                |            |               |               |                          |                      |            |            |            |

## Episcopologio
- Jean-Joseph Hirth, M.Afr. † (12 de diciembre de 1912-25 de octubre de 1920 renunció)
- Léon-Paul Classe, M.Afr. † (26 de abril de 1922-31 de enero de 1945 falleció)
- Laurent-François Déprimoz, M.Afr. † (31 de enero de 1945 por sucesión-15 de abril de 1955 renunció)
- André Perraudin, M.Afr. † (19 de diciembre de 1955-7 de octubre de 1989 retirado)
- Thaddée Nsengiyumva † (7 de octubre de 1989 por sucesión-7 de junio de 1994 falleció)
- Anastase Mutabazi (13 de marzo de 1996-10 de diciembre de 2004 renunció)
- Smaragde Mbonyintege, desde el 21 de enero de 2006